# Anita Dark
Anita Dark (Budapest, 11 de abril de 1975) es una actriz pornográfica y modelo húngara retirada. Es conocida especialmente por las películas pornográficas que rodó entre 1996 y 1999. Compartió numerosas escenas con la actriz porno Anita Blond.

## Primeros años
Antes de trabajar en el mundo del porno, Anita Dark (que en esos momentos se llamaba Anita Perger) fue modelo en su ciudad natal. En 1994 se coronó Miss Budapest.

## Carrera
En 1995 decide dar el salto hacia el cine para adultos. En su aventura le acompaña Anita Blond, intima amiga suya. Debuta en Pretti Girl junto al actor Mark David en una producción italiana. Su físico unido a la dulzura y la ternura que ponía en sus actuaciones hizo que se fijaran en ella directores de la talla de Mario Salieri o Marc Dorcel o productoras como Private.
En 1997, y tras protagonizar títulos como : Indécente aux enfers, Le Fetichiste o Concetta licata 2, decide probar suerte en los Estados Unidos.
En 1999 rodó su última escena heterosexual. Reaparece casi cuatro años después (2003), con el pelo rubio y anunciando que desde ese momento solo rodaría escenas lésbicas o de contenido erótico.
Ha aparecido en numerosas ocasiones en revistas como : Expose (1996), Penthouse (1998), Hustler (2000), Taboo Magazine (2004), Swank (2005) o AVN Cover (2008).
Desde 2003, tiene su residencia en Florida.